# Grobljanska
La rue Grobljanska (en serbe cyrillique : Гробљанска) est située à Belgrade, la capitale de la Serbie, dans la municipalité de Zemun et dans le quartier de Gornji Grad (Gardoš).
En serbe, son nom signifie « la rue du cimetière ».

## Parcours
La rue Grobljanska naît au croisement des rues Sibinjanin Janka et Sinđelićeva, à proximité du Danube, et se dirige vers le sud-est ; elle longe le cimetière de Zemun, croise la rue Visoka et se termine en impasse ; elle est reliée par une allée au Trg Branka Radičevića.

## Histoire et architecture

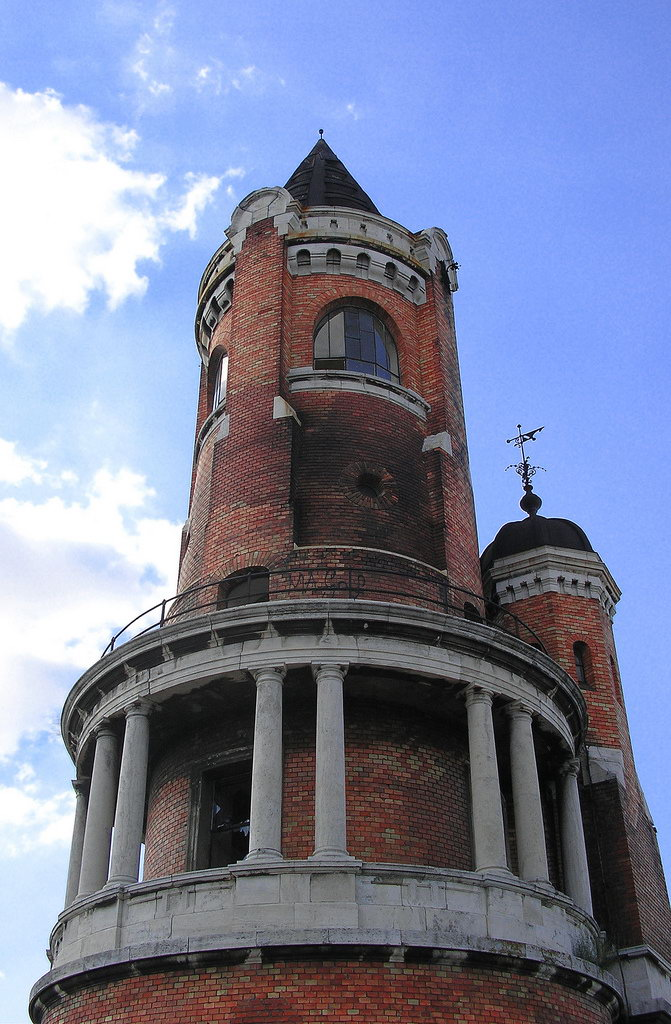
La tour de Gardoš

L'église Saint-Dimitri, également connue sous le nom de chapelle Hariš, située au n° 5 de la rue, a été construite entre 1874 et 1878 dans un style néo-byzantin ; en raison de sa valeur architecturale, elle est aujourd'hui inscrite sur la liste des monuments culturels protégés de la république de Serbie et sur la liste des biens culturels protégés de la ville de Belgrade.
La tour de Jean Hunyadi (Kula Sibinjanin Janka), également connue sous les noms de « tour du Millénaire » et de « tour de Gardoš » est située dans la rue. Elle a été inaugurée en 1896 pour célébrer le millième anniversaire de l'installation des Hongrois dans la plaine de Pannonie. Elle s'inscrivait à l'époque dans une série de constructions commémorant l'événement, avec des bâtiments édifiés à Budapest et quatre tours du millénaire situées dans les quatre grandes directions géographiques ; celle de Zemun constituait la tour la plus méridionale, la ville faisant alors partie du royaume de Hongrie au sein de l'Autriche-Hongrie. Elle a été érigée à l'emplacement de la forteresse médiévale de Gardoš dont il ne subsiste aujourd'hui que les tours d'angle et une partie des murs de défense. De style éclectique, elle est principalement influencée par l'architecture romaine et, pendant plusieurs décennies, elle a été utilisée comme lieu d'observation par les pompiers de la ville. Son nom rappelle le souvenir de Jean Hunyadi qui mourut dans l'ancienne forteresse.